# USS Sproston (DD-577)
USS Sproston (DD-577/DDE-577) là một tàu khu trục lớp Fletcher được Hải quân Hoa Kỳ chế tạo trong Chiến tranh Thế giới thứ hai. Nó là chiếc tàu chiến thứ hai của Hải quân Mỹ được đặt theo tên Trung úy Hải quân John G. Sproston (1828-1862), người tử trận trong cuộc Nội chiến Hoa Kỳ. Nó hoạt động cho đến hết Thế Chiến II, được cho xuất biên chế năm 1946, rồi nhập biên chế trở lại năm 1950 và tiếp tục phục vụ trong Chiến tranh Triều Tiên và Chiến tranh Việt Nam cho đến năm 1968. Nó được tặng thưởng năm Ngôi sao Chiến trận trong Thế Chiến II, thêm một Ngôi sao Chiến trận tại Triều Tiên và ba Ngôi sao Chiến trận tại Việt Nam.

## Thiết kế và chế tạo
Sproston được đặt lườn tại xưởng tàu của hãng Consolidated Steel Corporation ở Orange, Texas vào ngày 1 tháng 4 năm 1942. Nó được hạ thủy vào ngày 31 tháng 8 năm 1942; được đỡ đầu bởi bà Aline G. Darst; và nhập biên chế vào ngày 19 tháng 5 năm 1943 dưới quyền chỉ huy của Hạm trưởng, Trung tá Hải quân Fred R. Stickney.

## Lịch sử hoạt động

### Thế Chiến II
Sau khi chạy thử máy tại vùng biển vịnh Guantánamo, Cuba, Sproston băng qua kênh đào Panama vào ngày 4 tháng 11 năm 1943, và sau một chặng dừng ngắn tại San Francisco, California, nó khởi hành đi Trân Châu Cảng vào ngày 15 tháng 11. Mười một ngày sau, nó lên đường hướng đến quần đảo Aleut, đi vào vịnh Kuluk tại đảo Adak vào ngày 1 tháng 12, nơi nó được phối thuộc cùng Hải đội Khu trục 49, một đơn vị của Lực lượng Đặc nhiệm 94.
Sproston trải qua hai tháng tiếp theo thực hành tác xạ và tập trận. Vào ngày 1 tháng 2 năm 1944, nó khởi hành từ vịnh Massacre cùng Lực lượng Đặc nhiệm 94 để bắn phá các mục tiêu trên quần đảo Kuril. Vào ngày 4 tháng 2, nó bắn phá Kurabu Point tại khu vực Kurabu-Saki thuộc đảo Paramushiro. Một tháng sau, lực lượng lại lên đường hướng lên phía Bắc trong biển Okhotsk để lại bắn phá các mục tiêu tại Kuril; nhưng do thời tiết biển động rất mạnh và tầm nhìn kém, nhiệm vụ bị hủy bỏ.
Sproston trải qua ba tháng tiếp theo càn quét chống tàu ngầm và tuần tra ngoài khơi quần đảo Aleut. Đến ngày 10 tháng 6, nó lại lên đường hướng đến quần đảo Kuril, nơi nó bắn phá đảo Matsuwa. Đến ngày 26 tháng 6, nó bắn phá sân bay Kurabu Zaki về phía cực Nam của đảo Paramushiro.
Vào ngày 8 tháng 8, Sproston rời Sweeper Cove thuộc Adak để đi San Francisco, ở lại đây hai tuần trước khi khởi hành đi đến khu vực Nam Thái Bình Dương, ghé qua Trân Châu Cảng, Eniwetok và Manus trên đường đi. Sang tháng 10, nó được phân về Đơn vị Đặc nhiệm 79.11.2, với nhiệm vụ chính là hộ tống cho các tàu vận tải thuộc Đội đặc nhiệm 79.2 ngoài khơi Dulag thuộc đảo Leyte, trong những chiến dịch đổ bộ ban đầu nhằm giải phóng Philippines. Vào ngày 25 tháng 10, với hỏa lực hỗ trợ từ các chiếc Hale (DD-642) và Pickens (APA-190), nó bắn rơi chiếc máy bay đối phương đầu tiên trong chiến tranh. Đến ngày 18 tháng 11, trong vịnh San Pedro, các pháo thủ của nó lại bắn rơi thêm hai trong số năm chiếc máy bay tiêm kích Mitsubishi A6M Zero lao đến tấn công.
Vào cuối tháng 12 năm 1944 và đầu tháng 1 năm 1945, Sproston tuần tra trong vịnh Lingayen tại miền Trung Luzon, Philippines. Vào ngày 8 tháng 1, một máy bay đối phương khác trở thành nạn nhân của hỏa lực phòng không của nó. Từ Lingayen nó đi đến khu vực Zambales hỗ trợ cho cuộc đổ bộ tại đây; và lúc 12 giờ 48 phút ngày 29 tháng 1, chiếc tàu khu trục tiến vào vịnh Subic, được xem là tàu chiến Hoa Kỳ đầu tiên tiến vào vịnh Subic sau khi Nhật Bản chiếm đóng. Nó tiếp tục hoạt động tại vùng quần đảo Philippine cho đến ngày 18 tháng 2, khi nó được phân nhiệm vụ hộ tống vận tải, nhận lệnh đi đến Guam một tuần sau đó, ở lại cảng Apra từ ngày 25 tháng 2 đến ngày 1 tháng 3, khi nó lên đường đi vịnh Milne. Đến ngày 13 tháng 3, nó quay trở lại vịnh Leyte.
Vào ngày 21 tháng 3, Sproston lên đường đi đến Kerama Retto và Okinawa Gunto thuộc quần đảo Ryūkyū, thay phiên cho tàu khu trục Heywood L. Edwards (DD-663) vào ngày 26 tháng 3 trong nhiệm vụ cột mốc canh phòng và tuần tra. Chiều tối hôm đó, nó bắn cháy một máy bay ném bom-ngư lôi Nakajima B6N “Jill” rơi ra từng mảnh. Đến ngày 2 tháng 4, nó bắn pháo theo yêu cầu xuống Makiminato Saki, tiêu diệt hai lô cốt và một nhà kho của đối phương.
Sproston bị hư hại thiết bị dò sonar và máy tính điều khiển hỏa lực Mk 1A của dàn pháo chính vào ngày 4 tháng 4 do một quả bom ném suýt trúng đã nổ cách con tàu 50 yd (50 m) bên mạn trái. Không có thương vong, và thiết bị sonar được sửa chữa nhanh chóng, nhưng dàn pháo chính chỉ có thể kiểm soát ngắm bắn tại chỗ. Con tàu phải rút lui về Guam để sửa chữa máy tính Mk 1A, rồi quay trở lại trong vòng hai tuần. Ngoài khơi bãi Hagushi vào ngày 12 tháng 5, nó bắn phát đạn pháo vào một máy bay đối phương khiến nó bốc cháy và rơi. Đến ngày 28 tháng 5, Sproston cùng tàu khu trục Wadsworth (DD-516) lại bắn rơi hai máy bay đối phương trong vòng một giờ. Đang khi hỗ trợ cho chiếc Bradford (DD-545), nó lại bắn rơi một máy bay nữa vào ngày 29 tháng 5; và đến ngày 6 tháng 6, nó giải cứu một phi công bị bắn rơi từ tàu sân bay hộ tống Gilbert Islands (CVE-107).
Vào ngày 28 tháng 6, đang khi di chuyển độc lập quay trở về Hoa Kỳ để đại tu, tại khu vực giữa Saipan và Eniwetok, Sproston nhận được điện báo từ chiếc tàu chở hàng Antares (AKS-3) đang bị tàu ngầm tấn công và cần được trợ giúp. Đi đến hiện trường, chiếc tàu khu trục bắt được tín hiệu sonar đối phương ở khoảng cách 1.000 yd (1.000 m). Ở khoảng cách 500 yd (500 m) nó trông thấy một kính tiềm vọng băng ngang từ mạn phải sang mạn trái, được nhận định là một tàu ngầm kiểu hạm đội. Chiếc tàu khu trục tìm cách húc chiếc tàu ngầm nhưng không thành công, sau đó nó thả một loạt mìn sâu, và một vệt dầu loang được phát hiện sau đó; Sproston còn tấn công thêm sáu lượt nữa nhưng không có kết quả. Sau khi tiêu phí toàn bộ mìn sâu, trinh sát viên trên tàu phát hiện một quả ngư lôi đang hướng đến chếch 60° phía mũi bên mạn trái; chiếc tàu khu trục bẻ lái gắt sang mạn trái để né tránh và quả ngư lôi đi song song bên mạn trái. Sau đó lại thấy một kính tiềm vọng bên mạn trái của một chiếc Kaiten, một kiểu ngư lôi có người lái cảm tử, phóng ra từ chiếc tàu ngầm hạm đội I-36 nhằm cho phép bản thân nó chạy thoát. Tổng cộng có hai chiếc Kaiten được phóng ra từ I-36, do Thiếu úy Kuge Minoru và Hạ sĩ quan Yanagiya Hidemasa điều khiển. Khi bị phát hiện, những chiếc Kaiten bị dàn pháo chính nhắm bắn, một phát bắn trúng khiến chiếc Kaiten nổ tung và đắm. Sau đó các chiếc LC7-555, LSM-196 và LSM-197 cũng đi đến hiện trường dùng radar tầm soát cả khu vực. Sáng hôm sau, các tàu khu trục hộ tống Parks (DE-165), Levy (DE-162) và Roberts (DE-749) tham gia lực lượng tìm kiếm. Sau cuộc lùng sục không kết quả, các con tàu được lệnh tiếp tục nhiệm vụ được giao ban đầu.
Sproston về đến San Francisco vào ngày 14 tháng 7, nó được đại tu rồi được chuẩn bị để cho ngừng hoạt động. Con tàu được chuyển đến San Diego, California vào giữa tháng 12, nơi nó được cho xuất biên chế vào ngày 18 tháng 1 năm 1946.

### Chiến tranh Triều Tiên
Sau khi lực lượng Cộng sản tấn công xuống Nam Triều Tiên, Sproston được cho nhập biên chế trở lại với ký hiệu lườn mới DDE-577 vào ngày 15 tháng 9 năm 1950. Con tàu hoạt động huấn luyện cùng Đội huấn luyện hạm đội tại San Diego, rồi khởi hành từ đây vào đầu năm 1951 để đi Eniwetok, nơi nó tham gia các cuộc thử nghiệm bom nguyên tử. Sau khi cuộc thử nghiệm hoàn tất vào tháng 7, nó đi đến cảng nhà mới ở Trân Châu Cảng, bắt đầu các hoạt động thường lệ: thực tập và huấn luyện cùng đơn vị và hạm đội. Sang đầu năm 1952, nó vào ụ tàu để đại tu, và sau khi được huấn luyện ôn tập, đã lên đường vào ngày 2 tháng 6 để đi sang khu vực Viễn Đông. Đến ngày 15 tháng 6, chiếc tàu khu trục được phối thuộc cùng Lực lượng Đặc nhiệm 77, lực lượng tấn công của Đệ Thất hạm đội, để hoạt động ngoài khơi bán đảo Triều Tiên tại khu vực Hungnam-Simpo. Trong sáu tháng tiếp theo, nó cũng tham gia các cuộc tuần tra tại eo biển Đài Loan khi không hoạt động cùng Lực lượng Đặc nhiệm 77.
Sproston quay trở lại Trân Châu Cảng vào ngày 5 tháng 12, tiến hành các hoạt động thường xuyên trong thành phần Hải đội Khu trục 25. Trong một thập niên tiếp theo, nó được điều đến Viễn Đông chín lần để hoạt động cùng Đệ Thất hạm đội; trải qua phần lớn thời gian tuần tra tại eo biển Đài Loan cũng như tham gia các cuộc thực tập đổ bộ. Nó được đại tu tại Xưởng hải quân Trân Châu Cảng trong bối cảnh kinh phí bị cắt giảm; thủy thủ đoàn với sự giúp đỡ của công nhân xưởng tàu đã tự nâng cấp nhiều thiết bị như nồi hơi, máy phát điện và máy lọc nước cho con tàu.
Vào năm 1962, Sproston được xếp trở lại ký hiệu lườn DD-577, và trong khi diễn ra cuộc Khủng hoảng tên lửa Cuba vào tháng 10 năm 1962, con tàu đang được bố trí cùng Đệ Thất hạm đội tại Viễn Đông. Nó được lệnh tuần tra tại eo biển Tsushima để ngăn chặn tàu ngầm Liên Xô tìm cách thoát ra qua biển Nhật Bản để ra Thái Bình Dương. Khi quay trở lại Hawaii vào tháng 12, hải đội của nó chọn con đường ngắn nhất băng qua vùng biển Bắc Thái Bình Dương để rút ngắn thời gian, kịp quay về đến Trân Châu Cảng trước lễ Giáng Sinh. Họ chịu đựng những cơn cuồng phong với sức gió lên đến 60 kn (110 km/h) và những cơn sóng cao như nhà chọc trời. Những con tàu của hải đội chịu đựng những hư hại đáng kể đến mức họ phải ghé qua Midway để sửa chữa, và cuối cùng về đến Trân Châu Cảng trễ hơn dự định rất nhiều.
Sproston tiến hành các hoạt động thường lệ trong các năm 1963 và 1964. Đến tháng 3 năm 1965, nó trải qua đợt đại tu kéo dài năm tháng tại Xưởng hải quân Trân Châu Cảng, rồi được huấn luyện ôn tập nhằm chuẩn bị để được bố trí sang khu vực Tây Thái Bình Dương.

### Chiến tranh Việt Nam
Sproston rời Trân Châu Cảng vào ngày 27 tháng 12 năm 1965 cùng tàu sân bay Ranger (CV-61) và các tàu khu trục England (DLG-22) và Carpenter (DD-825) để hướng sang bờ biển Việt Nam ngang qua vịnh Subic. Họ đi đến Trạm Dixie ngoài khơi bờ biển Nam Việt Nam vào ngày 16 tháng 1 năm 1966, và ở lại đây cho đến ngày 13 tháng 2. Chiếc tàu khu trục được phân công nhiệm vụ giải cứu và tuần tra bảo vệ chống tàu ngầm, và vào ngày 18 tháng 2 được lệnh tách ra để đi đến vịnh Phước Hải bắn pháo hỗ trợ cho hoạt động của binh lính trên bờ.
Đến ngày 19 tháng 1, Sproston gia nhập trở lại cùng đội đặc nhiệm tàu sân bay và di chuyển đến Trạm Yankee trong vịnh Bắc Bộ. Nó được cho tách ra từ ngày 5 đến ngày 11 tháng 2 để trinh sát và phong tỏa các tàu đánh cá vận chuyển vũ khí. Trong thừi gian này, nó theo dõi chiếc Gidrofon, một tàu tình báo lớp Okeancủa Liên Xô, được tin là đang thu thập những thông tin tình báo điện tử và chiến thuật. Nó gia nhập trở lại cùng đội tàu sân bay để quay trở về vịnh Subic cho đến ngày 22 tháng 2.
Quay trở lại Trạm Yankee, Sproston lại được cho tách ra để làm nhiệm vụ hỗ trợ hỏa lực hải pháo. Nó đi đến ngoài khơi bờ biển thuộc khu vực của Quân đoàn 2 vào ngày 1 tháng 3, và ở lại đây cho đến ngày 20 tháng 3, tiến hành 40 lượt bắn phá hỗ trợ cho Sư đoàn 1 Kỵ binh và lực lượng Thủy quân Lục chiến Nam Việt Nam. Trong trận chiến kéo dài ba giờ vào ngày 9 tháng 3, con tàu đã trợ giúp chống trả một cuộc tấn công cấp tiểu đoàn vào lực lượng Thủy quân Lục chiến Nam Việt Nam gần Tam Quan, Bình Định.
Vào ngày 21 tháng 3, Sproston cùng đội đặc nhiệm đi đến Yokosuka, rồi lại lên đường vào ngày 5 tháng 4 cho một lượt phục vụ khác tại Trạm Dixie. Chiếc tàu khu trục đã hoạt động cùng tàu sân bay Ranger tại cả hai Trạm Yankee và Trạm Dixie trong cuộc tuần tra này. Nó tách khỏi đội đặc nhiệm vào ngày 4 tháng 5 để viếng thăm Hong Kong, vịnh Subic và Yokosuka trước khi quay trở về Trân Châu Cảng để bảo trì. Nó cũng được trang bị một cần cẩu do được chọn tham gia nhiệm vụ thu hồi tàu vũ trụ trong khuôn khổ Chương trình Apollo.
Vào ngày 25 tháng 8, Sproston thường trực ngoài khơi Kwajalein khi con tàu vũ trụ bay ngang qua và đáp xuống cách 200 hải lý (370 km) về phía Bắc, nơi được tàu sân bay Hornet (CVS-12) thu hồi. Nó quay trở về Trân Châu Cảng vào ngày 2 tháng 9, và ở lại đây để được sửa chữa và tiến hành huấn luyện cho đến hết năm.

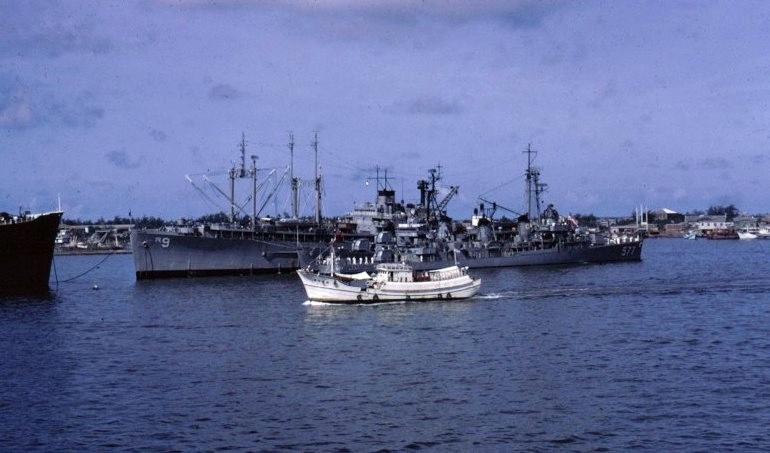
Sproston cặp bên mạn, năm 1967.

Vào tháng 1 và tháng 2 năm 1967, Sproston tiến hành các hoạt động tại chỗ nhằm chuẩn bị cho đợt bố trí sang Viễn Đông năm 1967. Nó lên đường đi Yokosuka vào ngày 6 tháng 3, và lại đi đến Trạm Yankee một tháng sau đó, tham gia Chiến dịch Sea Lion và bắn pháo hỗ trợ cho đến ngày 14 tháng 5. Sau đó nó tham gia thành phần hộ tống và canh phòng máy bay cho tàu sân bay Hancock (CVA-19). Trong giai đoạn kéo dài hai tháng rưỡi này, nó nhiều lần tiến hành điều tra các tàu đánh cá tại Trạm Yankee, khi các tàu Nga Deflektor, Barograf và Gidrofon tiến vào khu vực này.
Sproston và Carpenter rời Việt Nam vào ngày 4 tháng 8 để đi Sydney, Australia, nơi họ tham gia một cuộc tập trận hỗn hợp chống tàu ngầm cùng các đơn vị Hải quân Hoàng gia Anh và New Zealand ngoài khơi bờ biển New Zealand. Đã di chuyển gần 40.000 hải lý (74.000 km) kể từ khi rời Trân Châu Cảng, nó quay trở về cảng nhà vào ngày 11 tháng 9. Con tàu được đại tu, rồi tiến hành các hoạt động tại chỗ cho đến tháng 12 năm 1967, khi nó được lệnh đi đến Guam để sửa chữa.
Hoàn tất sửa chữa vào giữa tháng 3, Sproston quay trở về Trân Châu Cảng cho đến ngày 29 tháng 7, khi nó lên đường đi đến vùng bờ Tây; và khi về đến San Diego, nó được công bố sẽ ngừng hoạt động. Con tàu đi đến Trân Châu Cảng vào cuối tháng 8, và được cho xuất biên chế vào ngày 30 tháng 9 năm 1968. Tên nó được cho rút khỏi danh sách Đăng bạ Hải quân vào ngày 10 tháng 10 năm 1968, và được bán cho hãng Chou’s Iron and Steel Co. tại Đài Bắc, Đài Loan để tháo dỡ.

## Phần thưởng
Sproston được tặng thưởng năm Ngôi sao Chiến trận do thành tích phục vụ trong Thế Chiến II, thêm một Ngôi sao Chiến trận tại Triều Tiên và ba Ngôi sao Chiến trận khác tại Việt Nam.